# Partido judicial de Denia
El partido judicial de Denia es uno de los trece partidos judiciales de la provincia de Alicante; en concreto se trata del partido judicial n.º 1 de la provincia de Alicante.
El ámbito territorial, que viene regulado por el Real Decreto 529/1983, de 9 de marzo, comprende los municipios de:
- Adsubia
- Alcalalí
- Beniarbeig
- Benidoleig
- Benichembla
- Benimeli
- Benisa
- Benitachell
- Calpe
- Castell de Castells
- Denia
- Gata de Gorgos
- Jalón
- Jávea
- Llíber
- Murla
- Ondara
- Orba
- Parcent
- Pedreguer
- Pego
- Els Poblets
- Ráfol de Almunia
- Sagra
- Sanet y Negrals
- Senija
- Teulada
- Tormos
- Valle de Alcalá
- Vall de Ebo
- Vall de Gallinera
- Vall de Laguart
- Vergel